# Бабко Андрій Миколайович
Андрíй Миколáйович Бабкó (рус. Андрей Николевич Бабко; нар. *3 листопада 1971 року, Синельникове, Дніпропетровська область, Українська РСР, СРСР) — український лікар ортопед-травматолог вищої категорії, доктор медичних наук, професор, старший науковий співробітник відділу захворювань суглобів у дорослих державної установи «Інститут травматології та ортопедії НАМН України» [Архівовано 28 травня 2015 у Wayback Machine.]
З 2002 по 2008 рік голова Ради молодих вчених інституту.

## Біографічні відомості
Народився 3 листопада 1971 року в місті Синельникове, що на Дніпропетровщині, в родині вчителя та головного санітарного лікаря. Пізніше родина переїхала до міста Шпола, що в Черкаській області.

### Освіта
Після закінчення школи із золотою медаллю навчався у 1989–1995 роках в Українському державному медичному університеті на першому лікувальному факультеті, після чого продовжив навчання в інтернатурі. Уже з четвертого курсу ходив на травматологічний гурток, в якому виявляв неабияку здібність.

### Кар'єра
Основний напрямок практичної роботи — консервативне і хірургічне лікування деформуючого артрозу і ревматоїдного артриту, в тому числі ендопротезування суглобів кінцівок.
2000 року — був прийнятий за конкурсом на посаду молодшого наукового співробітника, з 2003 — наукового, а вже з 2005 — старшого наукового співробітника відділу захворювань суглобів у дорослих.
У грудні 2002 році захистив кандидатську дисертацію на тему «Комплексне ортопедичне лікування синовіту колінного суглоба у хворих на ревматоїдний артрит».
З 2003 по 2007 роки стипендіат Кабінету Міністрів України.
У 2005 році став лауреатом престижної міжнародної премії імені Х. Х. Реккевега (Німеччина).
2006 року була присвоєна вища кваліфікаційна категорія лікаря ортопеда-травматолога, що підтверджується на переатестації і на теперішній час.
Починаючи з 2016 року Андрій Миколайович став Головним лікарем Центру ортопедичної реабілітації «Майстерня Руху», що займається фізіотерапією та фізичною реабілтацією пацієнтів.

### Наукова праця
Займається питаннями ортопедичного лікування хворих на ревматоїдний артрит з ураженням верхніх кінцівок. За останні 10 років автор більше 76 наукових робіт, патенту «Спосіб бімануальної діагностики синовіту колінного суглоба» [Архівовано 29 травня 2015 у Wayback Machine.] та один із співавторів таких відомих робіт, як «Спосіб лікування синовіту великих суглобів» [Архівовано 29 травня 2015 у Wayback Machine.] та «Спосіб кісткової пластики покрівлі кульшової западини» [Архівовано 29 травня 2015 у Wayback Machine.].
Щорічно Бабко проводить хірургічні втручання більше 200 хворих, переважно операції тотального ендопротезування великих суглобів кінцівок. Постійно проходить стажування у провідних клініках Західної та Центральної Європи, останнє закордонне стажування з ендопротезування успішно провів у Південній Кореї.
Бере участь у роботі таких відомих наукових конференцій та з'їздів, як українсько-польська конференція ортопедів, Європейський симпозіум з хірургії кульшового суглоба у Стокгольмі та чимало інших, в яких виступає із доповідями, презентаціями та звітами. Щороку відвідує ревматологічний конгрес EULAR.
Володіє сучасною вітчизняною та іноземною літературою з багатьох проблем ортопедії та травматології. Неодноразово виїжджав за кордон, де брав активну участь у провідних міжнародних симпозіумах та семінарах з актуальних питань ортопедії та травматології, що мали місце в Німеччині, Франції та інших країнах Європейського Союзу.
Є членом міжнародної асоціації остеосинтезу, міжнародної організації ортопедів-травматологів SICOT.
Андрій Бабко є автором 156 наукових  робіт,  в тому числі 3 монографій, відповідальним виконавцем науково-дослідних робіт ДУ «ІТО НАМН України».
16 грудня 2015 року захистив докторську дисертацію на тему «Комплексне ортопедичне лікування хворих на ревматоїдний артрит з ураженням верхньої кінцівки».
4 червня 2024 року отримав звання професора медицини рішенням вченої ради Міністерства освіти і науки України, що підтверджується атестатом професора виданим 26 червня 2024 року на підставі рішення атестаційної колегії АП №006111.

### Звання і нагороди
- Лауреат міжнародної премії імені Х. Х. Реккевега (2005 рік, Німеччина)[недоступне посилання з червня 2019]
- Biomet International Hip Resurfacing Symposium (2009 рік, Ірландія) [Архівовано 20 лютого 2017 у Wayback Machine.]
- Почесна грамота академії медичних наук (2012 рік) [Архівовано 20 лютого 2017 у Wayback Machine.]
- ВАК України присуджене звання Старшого наукового співробітника (2013 рік) [Архівовано 20 лютого 2017 у Wayback Machine.]
- Pediatric Rheumatology Symposium — PRSYM (2014 рік, США) [Архівовано 20 лютого 2017 у Wayback Machine.]

### Родина
Має молодшого брата Віктора.
Дружина — Ірина Вікторівна; сини Ігор та Олексій; донька Марина; онука Марія.

### Сертифікати
Основними напрямками наукової та практичної діяльності є діагностика та лікування різних захворювань і травм опорно-рухового апарату та їх наслідків, а саме, остеоартрозу суглобів верхніх та нижніх кінцівок, ревматоїдного артриту, системного червоного вовчаку та анкілозивного спондиліту.

### Соцмережі
Бабко Андрій Миколайович у соцмережі «Facebook» 